# 楊怡孜
楊怡孜，四川人，2002年畢業於北京舞蹈學院中國民間舞系。在學期間，曾多次獲頒發獎學金。2002年4月成為香港舞蹈團舞者，2006年加入城市當代舞蹈團。其丈夫為香港舞蹈團藝術總監楊雲濤。

## 主要演出
香港舞蹈團
- 2002年　《水滸傳》　飾演　潘金蓮
- 2003年　《乾淨與香妃》　飾演　香妃
- 2005年　《經典回望（一）》之《自梳女》　飾演　桂花
- 2005年　「八樓平台」-《民間傳奇》
- 2006年　「八樓平台」-《也文也舞》

城市當代舞蹈團
- 2007年　《女書》

## 所編之舞蹈作品
- 《舞鈴聲生》（藏族舞）
- 《送別》
- 《從起點以後》（與謝茵、陳磊合編）（2006 年）
- 《飲男食女》（與黃磊、胡錦明、謝茵、華琪鈺合編）（2006年）

## 獎項
- 憑舞蹈《一片綠葉》榮獲全國藝術院校第六屆全國「桃李杯」青少年舞蹈大賽女子青年組表演金獎、教學劇目創作二等獎
- 憑自編自演作品《舞鈴聲生》獲得第五屆全國舞蹈比賽表演二等獎、創作三等獎
- 憑自編自演作品《舞鈴聲生》獲得第七屆北京市舞蹈比賽專業組創作、表演金獎
- 與伍宇烈、黃大徽、陳友榮、陳俊、陳磊、黃磊、陸仁山、米濤、胡錦明、謝茵製作及編排《民間傳奇》獲取2006年香港舞蹈聯盟「香港舞蹈年獎」